# 웹툰 작가 목록
다음은 네이버, 다음 웹툰 작가의 목록이다. 대한민국의 주요 웹툰 작가의 목록과 데뷔시기, 대표작을 병기하였다.

## ㄱ~ㅁ
- 가스파드 (2012년) - 선천적 얼간이들, 전자오락수호대
- 강냉이 (2010년) - 폭풍의 전학생, 킥, 전설의 레전드
- 강도하 (2001년) - 뛰어라 빠가사리, 스위트홈, 위대한 캣츠비, 로맨스 킬러, 큐브릭
- 강풀 (2003년) - 순정만화, 바보, 그대를 사랑합니다, 26년
- 고영훈 (2006년) - 초현실주의
- 광진 - 그녀의 수족관, 이태원 클라쓰, 링크보이
- 귀귀 (2009년) -  해피엔딩, 드라곤볼, 정열맨, 낚시신공
- 기맹기 (2016년) - 내 ID는 강남미인!, 여주실격!
- 기안84 (2011년) - 패션왕, 복학왕, 보세왕, 회춘
- 김규삼 (2006년) - 입시명문 사립 정글고등학교, 쌉니다 천리마마트, 버프소녀 오오라, 하이브
- 김명현 (2008년) - 투엔티스, 카라멜마끼아또, 연애세포
- 김선권 (2006년) - 심부름센터 K, 수사9단, 후유증
- 김성민 (2008년)
- 김세래 (2007년) - 마술사
- 김이연 (20??년) - 뱀이 앉은 자리, 구독금지
- 김진 (2008년) - 나이스진타임, 오늘 밤은 어둠이 무서워요, 삐뚤빼뚤해도 괜찮아, 아랫집 시누이
- 김칸비 (2017년) - 스위트홈, 엽총 소년
- 김풍 (2002년) - 폐인가족, 폐인의 세계, 찌질의 역사
- 구르 (2020년) - 필살VS로맨스
- 남수 (2018년) - 바른연애 길잡이
- 네온비 (2007년) - 팝툰, 셔틀맨, 다이어터, 기춘씨에게도 봄은 오는가, 결혼해도 똑같네
- 단우 (2007년) - 미스테리호러지하철, 몽타주, 스토커, 러브판타지페이퍼
- 두부 (201?년) - 유일무이 로맨스
- 라마 (2017년) - 내일
- 랑또 (2009년) - 가담항설 (2021년) - 니나의 마법서랍
- 령 (20??년) - 살人스타그램
- 레바 (만화가) (2008년) - 던전 속 사정, 레바툰
- 마사토끼 (2008년) - 누가 울새를 죽였나?, 너와 나의 선, 카스텔라 레시피
- 모랑지 (2015년) -  소녀의 세계
- 모코넛 - 미시령
- 무적핑크 (2009년) - 조선왕조실톡, 실질객관동화, 실질객관만화, 경운기를 탄 왕자님, 삼국지톡
- 미애  (2018년) - 어글리후드
- 미티  (2008년) - 한번 더 해요, 고삼이 집나갔다, 남기한 엘리트 만들기, 악플게임, 일등당첨, 맘마미안
- 민송아 (2012년) - 나노리스트, 이두나!
- 물꾹 (2020년) - 잉여특공대

## ㅂ~ㅊ
- 박용제 (2008년) - 쎈놈, 갓 오브 하이스쿨, 모든걸 걸었어
- 박은혁 (201?년) - 랜덤채팅의 그녀!
- 박태준 (2014년) - 외모지상주의, 인생존망, 싸움독학
- 방농구 (201?년) - 누군가의 로섬
- 비온후 (2019년) - 구름이 피워낸 꽃
- 삼 (2019년) - 하루만 네가 되고 싶어
- 삼촌 (2011년) - 이런 영웅은 싫어, 귀곡의 문
- 석우 (2008년) - 하나의 하루, 노답소녀
- 설이 (2015년) - 뷰티풀 군바리
- 세정 (2016년) - 귀각시
- 소소만 (2019년) - 너에게만 보이는
- 손제호 (2007년) - 노블레스, 어빌리티
- 손하기 (20??년) - 오늘의 순정만화
- 순끼 (2010년) - 치즈인더트랩, 세기말 풋사과 보습학원
- 숨풀 (2019년) - 재혼황후
- 숭어 (2019년) - 가타부타타, 짝사랑의 마침표
- 슈안 (201?년) - 늑대와 빨간모자, 순정말고 순종
- 시니 (2012년) - 아이덴티티, 죽음에 관하여, 네가 없는 세상
- 시야 (201?년) -  시카 울프, 나는 이 집 아이, 녹음의 관
- 시우 (2010년) - 신의 탑
- 신의철 (2008년) - 스쿨홀릭, 내일은 웹툰, 인형의 기사, 사이드킥
- 신태훈 (2009년) - 놓지마 정신줄
- 수오수 (20??년) - 5kg을 위하여!
- 아마도지 (2019년) - 오로지 너를 이기고 싶어
- 아현 (2015년) - 오!주예수여, 인소의법칙
- 야옹이 (2018년) - 여신강림
- 양영순 (2001년) - 아색기가
- 여우귀신 (2015년) - 저리가요, 마왕씨, 시계저택의 노이로제
- 연우 (2007년) - 핑크레이디
- 오늘 (2019년) - 하루
- 오리 (2019년) - 칼가는 소녀
- 오묘 (2012년) - 아는 사람 이야기, 스튜디오 짭쪼롬, 밥 먹고 갈래요?, 각자의 디데이
- 와나나 (2017년) - 바나나툰
- 워니 (2006년) - 골방환상곡
- 윤석준 (2017년) - 워블, 투문
- 윤성원 (2015년) - 뷰티풀 군바리
- 윤태호 (1999년) - 수상한 아이들, 이끼, 미생
- 이노 (2018년) - 사우러스, 생존로그
- 이동건 (2015년) - 유미의 세포들, 조조코믹스
- 이말년 (2009년) - 이말년씨리즈, 희곡지왕, 이말년 서유기
- 이연 (201?년) - 화장 지워주는 남자, 살아남은 로맨스
- 이온 (2015년) - 슈퍼 시크릿
- 이윤창 - 좀비딸, 타임 인조선
- 이혜  (2012년) - 신령, 레코닝, 오늘도 사랑스럽개, 이번 생도 잘 부탁해
- 이선  (2018년) - 개를 낳았다
- 이채은  (2012년) - 트럼프
- 임인스 (2007년) - 용의 아들 최창식, 싸우자귀신아
- 여율  (2014) - 마왕의 딸로 태어났습니다
- 오리  (2019) - 칼가는 소녀
- 용용 (2019) -  샬롯에게는 다섯 명의 제자가 있다
- 용찬 (2019) - 인어를 위한 수영교실
- 육공 (????) -악몽일기
- 자까 (2016년) - 대학일기, 독립일기, 신혼일기
- 장이 (2018년) - 경이로운 소문
- 전상영 (1996년) - 미스터 부, 내추럴 리드마카 시리즈
- 전선욱 (2013년) - 프리드로우, 인생존망
- 정철연 (2004년) - 마린블루스, 마조앤새디
- 조석 (2006년) - 마음의 소리, 자율공상축구탐구만화, 조의 영역, 행성인간
- 주호민 (2010년) - 신과 함께, 빙탕후루
- 재림 (2018년) - 그래서 나는 안티팬과 결혼했다
- 지강민 (2008년) - 와라! 편의점
- 찡나 (2021) - 어차피 남편은!
- 초 (2011년) - 내 어린 고양이와 늙은 개, 용이 산다
- 최훈 (2007년) - MLB카툰, 삼국전투기

## ㅋ~ㅎ
- 카레곰 (2008년) - 쿠베라
- 캐러멜 (2005년) - 남아돌아, 셔틀맨, 미스문방구 매니저, 오리우리, 다이어터
- 컷부 (2014년)
- 킹스날 - 도플갱어의 게임
- 팀 겟네임 (2007년) - 교수인형, 우월한 하루, 멜로홀릭, 죽은 마법사의 도시
- 하일권 (2008년) - 목욕의신, 삼봉이발소, 안나라수마나라, 보스의 순정, 두근두근두근거려, 3단합체김창남, 방과 후 전쟁활동
- 한 (2003년) - 사색전홍, 사색전청, 고향의꽃, 지원, 킬러분식
- 한경찰  -스피릿 핑거스, 썸머브리즈,그 해 우리는-초여름이 좋아!
- 한나 (2009년) - 묵회, 차차차
- 허니비 (2013년) - 플로우, 이상하고 아름다운, 아는 여자애
- 허영만 (2004년) - 꼴, 타짜, 말에서 내리지 않는 무사
- 혀노 (2012년) - 별이삼샵, 죽음에 관하여
- 현용민 (2000년) - 웃지 않는 개그반, 도대체 왜?인구단, 영웅 강철남
- 호연 (2007년) - 도자기, 단군할배요
- 홍끼 (201?년) -노곤하개, 5kg를 위하여
- 홍덕 (2020) - 청춘 블라썸
- 햄톨탱크 (201?년) - 선녀야 야옹해봐!

## 영문·숫자
- HUN (1999년) - 지옥에서, 흩날리는, 은밀하게 위대하게, 그루밍 선데이, 해치지않아, 소녀더와일즈, 모든걸 걸었어
- seri (2011년)
- 232 (2013년)- 연애혁명

## 같이 보기
- 웹툰 목록